# Иоанн III (архиепископ Новгородский)
Архиепископ Иоанн III (ум. 24 июня 1417) — епископ Русской православной церкви, архиепископ Новгородский и Псковский.
Возведён на Великоновгородскую кафедру из игуменов хутынских в 1389.

## Биография

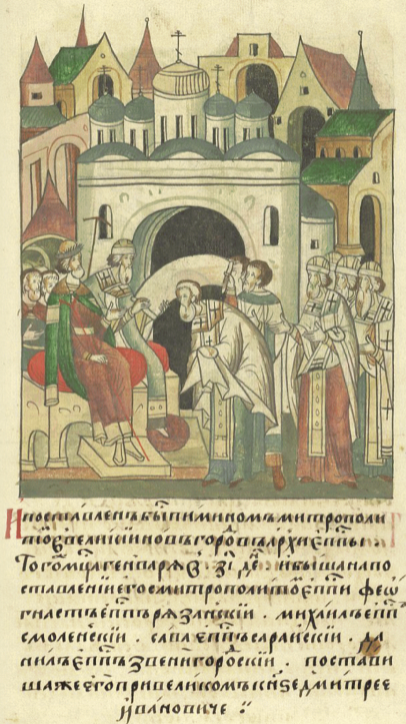
Митрополит Пимен посвящает Иоанна III в епископы новгородские

В 1385 году новгородцы отказали Киевскому (в Москве) митрополиту Пимену в праве апелляционного суда, что было единственным ограничением автономии Новгородской епархии, и поклялись не обращаться больше к суду митрополита.
17 января 1388 года рукоположён в Москве митрополитом Пименом; в хиротонии принимали участие епископы: Смоленский Михаил, Звенигородский Даниил, Сарайский Савва, Рязанский Феогност.
Известен своим посредничеством в примирении новгородцев с псковитянами (1397). Часто выступал ходатаем перед великим князем Василием I Дмитриевичем за свою паству.
В 1398 году он благословил новгородцев на борьбу с великим князем Василием Дмитриевичем и участвовал в заключении выгодного для первых мира. Но в 1401 году был вызван митрополитом Киприаном в Москву, где был задержан и заточён в Николаевский Старый монастырь в Китай-городе, в котором пробыл более трёх лет.
Иоанн является автором «Указа о проскомисании святым трём исповедникам», установившего по образцу греческой церкви испытание освящённым хлебом для изобличения воров.
20 января 1415 года оставил кафедру, принял схиму и удалился в Деревяницкий монастырь, в котором скончался 24 июня 1417 года. Погребён в притворе церкви Воскресения Христова Деревяницкого монастыря. При возведении нового собора в XVII в. мощи были перенесены в западную паперть.